# Brackenridgea forbesii
Brackenridgea forbesii är en tvåhjärtbladig växtart som beskrevs av Van Tiegh.. Brackenridgea forbesii ingår i släktet Brackenridgea och familjen Ochnaceae. Inga underarter finns listade i Catalogue of Life.